# Ярно Саарінен
Я́рно Карл Ке́ймо Са́арінен (фін. Jarno Karl Keimo Saarinen; народився 11 грудня 1945, Турку, Фінляндія — помер 20 травня 1973, Монца, Італія) — фінський мотогонщик, чемпіон світу з шосейно-кільцевих мотогонок серії MotoGP в класі 250сс (1972 року). Єдиний фін, що вигравав чемпіонат світу MotoGP. Трагічно загинув під час гонки на Гран-Прі Італії 1973 року.

## Біографія
Ярно Саарінен народився і виріс в Турку (Південна Фінляндія). Він був третім з чотирьох братів. Як і його брати, він був фанатом мотоциклів і талановитим механіком. У віці 15 років він працював учнем і тест-райдером у компанії «Tunturi-Puch», єдиному фінському мотоциклетному заводі, розташованому в місті Турку, де збирали мопеди і мотоцикли за ліцензією австрійської Puch. Навчався в місцевому технічному інституті, який закінчив у 1971 році, отримавши освіту інженера.
На початку своєї кар'єри Ярно Саарінен виграв чемпіонат Фінляндії з гонок на льоду. Також він мав досвід виступів у спідвеї, гонках на льоду, асфальті, піску, траві та дорожніх гонках.

### MotoGP
Саарінен почав свою кар'єру у чемпіонаті світу MotoGP у 1970 році. Заручившись підтримкою банку Турку, він провів повний сезон у класі 250сс на приватній Yamaha TD2. Незважаючи на те, що він був змушений пропустити останніх чотири гонки сезону через участь у захисті дипломної роботи, Ярно посів високе четверте місце у загальному заліку. Найкращим результатом стали два третіх місця у Нідерландах та Чехословаччині. Також у цьому році він виграв чемпіонат Фінляндії в класі 250сс.
Наступного року Саарінен підписав контракт з командою «Arwidson» для виступів на мотоциклах на Yamaha TD2B у класі 250сс та TR2B у 350сс. Він швидко завоював популярність за його швидкість і непохитність, унікальний стиль їзди, якого він навчився завдяки виступам на льоду. Джакомо Агостіні одного разу сказав про нього:
|  | Хто цей божевільний гонщик, який намагався обігнати мене в самому складному місці кола? |

Ярно здобув дебютну перемогу на етапах серії MotoGP, перемігши за складних погодних умов на Гран-Прі Чехословаччини в класі 350сс, коли зірка MV Agusta Джакомо Агостіні змушений був відмовитися від гонки через механічну поломку. Додавши ще одну перемогу на Гран-Прі Нідерландів, фін фінішував другим у загальному заліку класу 350сс. Окрім цього, вигравши останнє Гран-Прі сезону в класі 250сс, яке відбувалось у Іспанії, Ярно завершив сезон третім у загальному заліку. Також Ярно взяв участь у двох гонках в класі 50сс на Kreidler, фінішувавши 12-м за підсумками сезону.
Наприкінці 1971 року Саарінен був викликаний Moto Guzzi для тестування нової моделі Guzzi V7 Sport на трасі в Модені.
Сезон 1971 року був пам'ятним для Ярно та його команди Arwidson & Co (фінського імпортера Yamaha). Окрім успішних виступів у чемпіонаті світу, Ярно виграв чемпіонат Фінляндії в класах 250сс і 350сс. 30 квітня 1971 він отримав диплом інженера, а також одружився зі своєю подругою Сойлі 31 грудня 1971 року. У ці роки Ярно і його блондинка Сойлі були популярними особами в серії Гран-Прі: вони пересувалися по європейських трасах на мікроавтобусі Volkswagen, колишньому катафалку похоронного бюро батька Саарінена. Фін особисто налаштовував свої гоночні мотоцикли, а його подруга керувала фургоном і працювала помічником в боксах.
Згідно відомій легенді, яка народилася в той час, під час Гран-Прі Бельгії в Спа-Франкоршам, Мартті Песонен зазнав аварії, впав і знепритомнів. Рятувальники доставили його в лікарню на машині швидкої допомоги і через кілька хвилин Ярно Саарінен, який зрозумів, що його друг міг бути важко поранений, негайно відправився слідом за ними на гоночному мотоциклі по дорогах загального призначення. Він ліквідував відставання і наздогнав швидку допомогу. Лікарі запевнили його, що у Песонена відсутні важкі пошкодження, після чого він повернувся на трек, закінчивши гонку.
1972 став найуспішнішим роком для Ярно Саарінена, якого друзи прозивали «Бароном». Його команда Arwidson підписала спонсорський контракт із Marlboro, а фін отримав новий мотоцикл Yamaha з водяним охолодженням для класу 350сс. Ярно виграв перший Гран-Прі сезону на Нюрбургринзі, встановивши більш швидкий час, ніж Джакомо Агостіні на MV Agusta в класі 500сс. Він знову переміг у класі 350сс в Клермон-Ферран, здобувши також перемоги в 250сс в Спа-Франкоршам і Заксенринзі. На чехословацькому Гран-Прі в Брно він отримав вражаючий дубль, вигравши обидві гонки в класах 350сс і 250сс. Нарешті, 30 липня 1972 року на фінському Гран-Прі Ярно став чемпіоном світу в класі 250сс, перемігши свого основного конкурента в сезоні, італійця Ренцо Пасоліні, який посів друге місце на Aermacchi-Harley Davidson. У класі 350сс Саарінен став другим за Джакомо Агостіні, Пасоліні був третів. Фін окрім цього взяв участь у кількох британських міжнародних гонках, здобувши дев'ять перемог у всіх дев'яти гонках. Також Саарінен виграв фінський чемпіонат в класах 250сс та 350сс (загалом під час своєї кар'єри він 6 разів вигравав національний титул).
До кінця сезону йому запропонували виступити за команду Benelli, у складі якої він виграв гонки в класі 350сс і 500сс у Пезаро.
Тим часом Yamaha розробила новий чотири-циліндровий двотактний двигун, об'ємом 500 см³, для участі у сезоні 1973 року. Хоча Саарінен і не був професійним гонщиком (для нього мотогонки були лише хобі), і у нього було два механіка в боксах, він продовжував особисто налаштовувати свій мотоцикл. Фін був готовий кинути виклик Джакомо Агостіні та Філу Ріду в найпрестижнішому класі. Сезон розпочався для Ярно вдало: він став першим європейцем, кому вдалося виграти престижну гонку Daytona 200, що проходить у США. Повернувшись до Європи, він відразу захопив лідерство у чемпіонаті світу Гран-Прі: на дебютному етапі сезону у Франції Саарінен виграв обидві гонки у класах 250сс та 500сс. Перемога у «королівському» класі стала першою не тільки для фіна, але й для нового чотирициліндрового мотоцикла Yamaha. Загалом же Саарінен виграв перші три гонки у класі 250сс та перші дві з трьох у класі 500сс.

### Загибель
Проте, четвертий етап завершився трагедією. Змагання проходили на автодромі Монца, недалеко від Мілана у Італії. Незважаючи на встановлення нових шикан для автомобільних перегонів під час торішнього етапу Формули-1, вони не були використані для мотогонок в Монці.
На другому колі гонки перед першим поворотом, який носить назву «Curva Grande» (також «Curvone»), Harley-Davidson Ренцо Пасоліні несподівано занесло на ліву сторону. Його швидкість, за оцінками, становила близько 220 км/год. Пасоліні впав, і, пробивши тюки з соломою, врізався у залізну огорожу. Ренцо загинув на місці. Під час падіння його мотоцикл втратив сідло і бак, розливши велику кількість палива, яке негайно спалахнуло. Їхавший слідом Ярно Саарінен впав, викликавши цим великий завал, в який потрапили понад дванадцять гонщиків.
Ярно Саарінен, пролетів вперед орієнтовно 40 метрів, загинувши на місці. Дітер Браун, який лідирував у гонці на своїй Yamaha, а також інші гонщики, які уникли завалу, їхали до третього кола, коли гонка була зупинена. Всі інші змагання, заплановані на цей день, були скасовані.

#### Наслідки аварії
Протягом багатьох років причини аварії були темою суперечок. Офіційною причиною аварії була визнана пляма розлитої оливи, залишена на трасі під гонки у класі 350сс мотоциклом Benelli Уолтера Вілли.
За словами колишнього мотогонщика Джілберто Мілані, який у той час був менеджером команди Aermacchi-Harley Davidson, причиною аварії став зламаний поршень двигуна мотоцикла Пасоліні, який вперше використовував двигун з водяним охолодженням. Висновок експерта Сандро Коломбо, колишнього інженера Gilera, Bianchi та Scuderia Ferrari, підтвердив цю версію.
Згідно буклету про трагедію у Монці «Documentation of an Accident», виданого редакцією Yamaha, ймовірною причиною аварії була визнана пляма оливи на трасі, пролитої гонщиками під час гонки у класі 350сс, яка передувала фатальному заїзду. Гонщики, які брали участь у цій гонці, такі як Джон Доддс та інші, а також журналісти попросили організаторів відкласти початок і очистити трасу, але ті вирішили почати змагання в класі 250сс згідно з графіком.
Інші версії очевидців були досить спірним, дехто вважав, що колеса мотоцикла Пасоліні занесло, ймовірно, через наїзд на стик асфальту.
Відомо також, що Пасоліні до початку гонки був дуже засмученим, оскільки в попередній гонці в класі 350сс він вів запеклу боротьбу з Джакомо Агостіні, проїхавши найшвидше коло, але змушений був завершити гонку достроково через зламаний поршень.
Один з гонщиків, що потрапив у завал у Монці, Емануеле Муґліані (італ. Emanuele Maugliani) загинув всього лише через тиждень в іншій аварії, яка трапилася у Шкофя Лока в Югославії, убивши також п'ять глядачів.
Через п'ятдесят днів, 8 липня 1973 року, під час перших змагань, що відбувалися у Монці після трагедії відбувалася гонка юніорського чемпіонату Італії. На жаль, в масовому завалі знову ж в Curva Grande, три гонщика: Карло Чіоніо, Ренцо Коломбіні та Ренато Гальрукко втратили свої життя. Це була чорна неділя гонок. Того ж дня відбулася ще одна трагедія в Казале-Монферрато: під час гонки чемпіонату Швейцарії загинув Франц Хуллінгер (англ. Franz Hullinger).
Окрім того, що цей інцидент позбавив життя двох головних конкурентів, але й після гонки, заводські команди Suzuki, MV Agusta, Harley-Davidson та Yamaha об'єдналися, щоб боротися за поліпшення безпеки під час гонок. Команда Yamaha пішла ще дальше, знявшись із змагань до кінця сезону. З цього дня до 1981 року всі мотогонки в Монці були заборонені.

## Вшанування

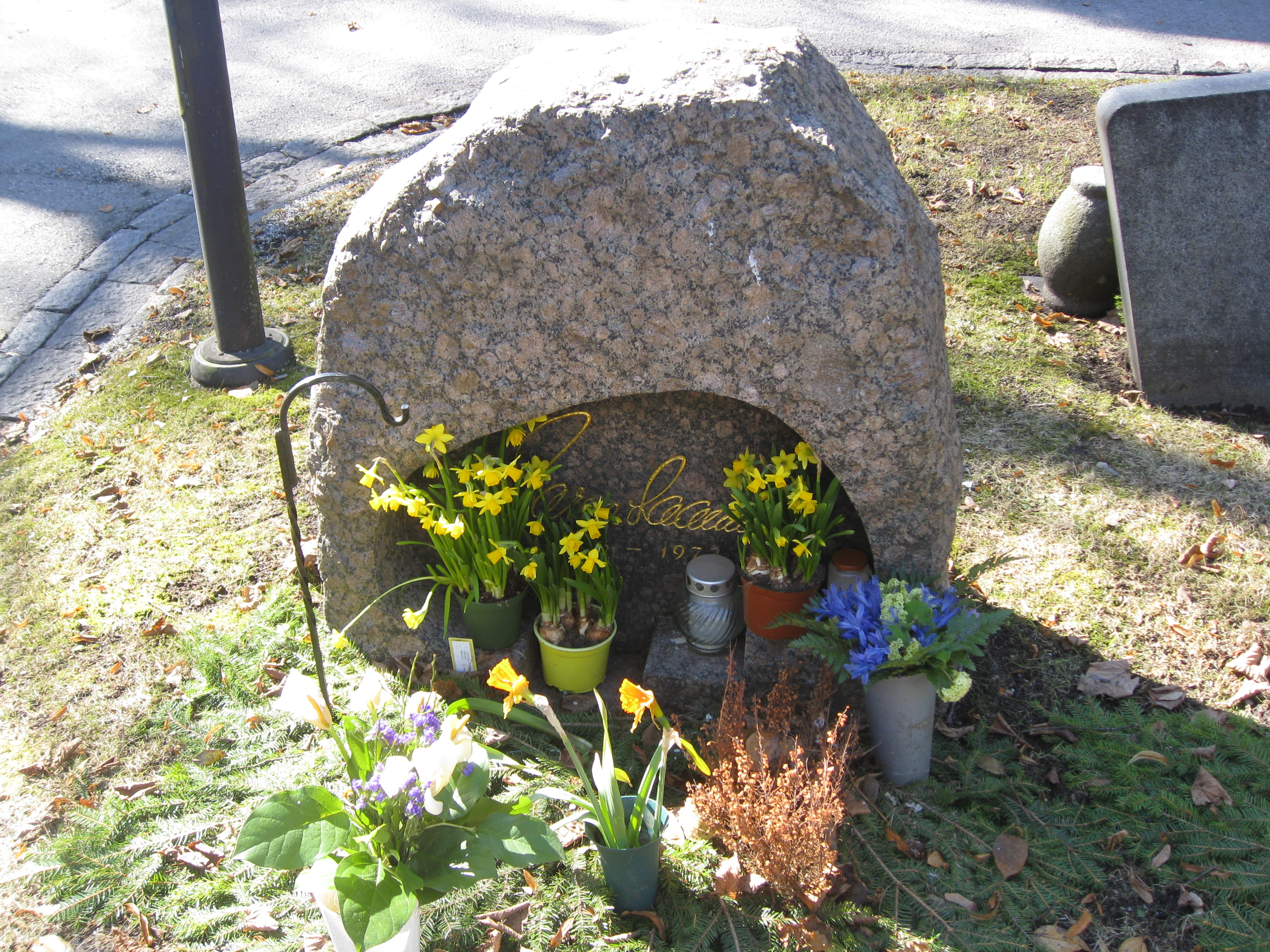
Могила Ярно Саарінена в Турку

Спадщина Ярно продовжує жити. Існує досі активний фан-клуб Саарінена в Італії. Ім'я при народженні Ярно стало дуже популярним в Італії у 70-х. Одним з них є Ярно Труллі — колишній пілот Формули-1.
У 1976-мо році у Екваторіальній Гвінеї на честь Ярно Саарінена була видана поштова марка.
18 липня 2009 року Міжнародна мотоциклетна федерація ввела Ярно Саарінена до Залу слави MotoGP.

## Статистика виступів

### У розрізі сезонів
| Сезон  | Клас   | Мотоцикл | Гонки | Перемоги | Подіуми | Очки | Місце |
| ------ | ------ | -------- | ----- | -------- | ------- | ---- | ----- |
| 1970   | 250cc  | Yamaha   | 7     | 0        | 2       | 57   | 4     |
| 1971   | 50cc   | Kreidler | 2     | 0        | 1       | 17   | 12    |
| 1971   | 250cc  | Yamaha   | 8     | 1        | 4       | 64   | 3     |
| 1971   | 350cc  | Yamaha   | 6     | 2        | 4       | 63   | 2     |
| 1972   | 250cc  | Yamaha   | 10    | 4        | 9       | 94   | 1     |
| 1972   | 350cc  | Yamaha   | 8     | 3        | 7       | 89   | 2     |
| 1973   | 250cc  | Yamaha   | 3     | 3        | 3       | 45   | 4     |
| 1973   | 500cc  | Yamaha   | 2     | 2        | 2       | 30   | 7     |
| Всього | Всього | Всього   | 46    | 15       | 32      | 459  |       |